# بوينغ سي-22
بوينغ سي-22 (بالإنجليزية: Boeing C-22)‏ هي النسخة العسكرية من طائرة نقل الركاب من طراز بوينغ 727 صنعت لاستخدام القوات الجوية الأمريكية من النقل الرئاسئ والحكومي، وهي من صناعة بوينغ. دخلت الخدمة في 1984.

## المواصفات
| الأبعاد                      | سي-22                                                                            |
| ---------------------------- | -------------------------------------------------------------------------------- |
| طول الجناح                   | 32.92 م                                                                          |
| طول الطائرة                  | 40,59 م                                                                          |
| إرتفاع الطائرة               | 10,36 م                                                                          |
| منطقة الجناح                 | 157.90 متر مربع                                                                  |
| الوزن الصافي                 | 36.560                                                                           |
| السرعة القصوى                | 1017 كم/ساعة                                                                     |
| السرعة المفترضة              | 960 كم/ساعة                                                                      |
| الحد الأقصي للوزن المسموح به | 72,570 كجم (72 طن و570 كجم)                                                      |
| المجموعة                     | 5,000 كم                                                                         |
| نوع المحركات                 | 3 محركات عنفية مروحية من طراز برات آند ويتني جيه تي 8 دي (62.30 كرونة لكل منهما) |

## عمليات الاغتيال
في 16 أغسطس 1972: قام أفراد من سلاح الجو المغربي بمحاولة اغتيال الملك الحسن الثاني بن محمد عن طريق مهاجمة طائرة البوينغ الملكية القادمة من برشلونة وفي 26 يوليو 1972 سافر الملك المغربي من مدينة الرباط إلي باريس وبعدها توجه إلى فرنسا في باخرته ولم يدخل المياه الإقليمية الإسبانية بل بقي في المياه الدولية حتى الوصول إلى الجنوب الفرنسي ومن هناك إلى مقر إقامته، لأن العلاقات بين المغرب وإسبانيا كانت متوترة نوعا ما على خلفية ملف الصحراء. وكان الملك ينوي قضاء قرابة شهر من العطلة في فرنسا، لكن بعد رحلة استغرقت 3 أسابيع، أخبرته المخابرات الفرنسية بتحركات في الجيش، فقرر العودة مسرعا، وفي 16 أغسطس توقف بإسبانيا في مطار برشلونة الدولي برفقة حاشيته على متن الطائرة الملكية، وعقد لقاء مع وزير الخارجية الإسبانية لوبيث برافو، وتوجه بعدها إلى طائرته وأثناء عبور الطائرة الملكية الحدود المغربية بدأت الاغتيال حين طاردت ست طائرات حربية من طراز إف 5 من قاعدة القنيطرة الجوية وعندها تم بدأ إطلاق الصواريخ رسميا من محمد أوفقير فهبطت طائرة الملك اضطراريا في مطار الرباط سلا مما دفع المقاتلات إلى قصف المطار ولم يتوقف القصف إلا بعد أن قام الملك بالإعلان عبر مساعديه أنه قد مات وأن محاولة اغتياله نجحت. وما أن توقف القصف حتى شملت الاعتقالات جميع الانقلابيين واعتقلوا بسجن تزمامارت على راسهم محمد أوفقير وزير الداخلية يومئذ لاتهامه بالضلوع في هذه المحاولة الانقلابية المعروفة بمحاولة انقلاب أوفقير.